# Kayax
Kayax is een Pools platenlabel gevestigd in Warschau. 

## Geschiedenis
Het label werd in 2001 opgericht door Katarzyna Szczot om nieuwkomers in de muziekindustrie te stimuleren. Szczot vond dat beginnende artiesten, vooral in (minder populaire) genres als Folk, Jazz en Soul te weinig kans kregen bij de gerenommeerde platenlabels. De eerste successen voor het platenlabel waren in 2005 toen de albums In the Room van Krzysztof Kiljański en Miasto mania van Maria Peszek uitkwamen. Beiden bereikten binnen enkele weken de status van platina. 

## Artiesten
- 15 Minut Projekt
- Andrzej Bachleda-Curuś III
- Andrzej Smolik
- Benzyna
- Bisquit
- Envee
- incarNations

- June
- Kayah
- Krzysztof Kiljański
- L.U.C
- Loco Star
- Maria Peszek
- Mosqitoo

- Music 4 Boys & Gays
- Novika
- Smolik
- SOFA
- Tatiana Okupnik
- Warsaw Village Band
- Zakopower